# Isak Salomon Salomonsen
Isak Salomon Salomonsen (født 18. november 1830 i København, død 17. april 1916 sammesteds) var en dansk vekselerer og etatsråd.
Salomonsen var ældste søn af vekselerer Salomon Isak Salomonsen og Rose f. Goldschmidt. Han gik i sin fars fodspor og uddannede sig i Hamborg i et større finansfirma. Allerede i 1856 grundlagde han som 25-årig vekselerer- og bankfirmaet J. S. Salomonsen & Co. på Østergade og fra 1870'erne Amagertorv med vekselmægler M.S. Meyer som prokurist. Han tilknyttede ligeledes vekselerer Christian Reimann som forretningsfører, som ved sin fratræden i 1891 blev afløst af Salomonsens søn, Frederik Isak Salomonsen, ligesom Meyer blev afløst som forretningsfører af vekselmægler Julius Heilbuth. Han spillede på Børsen en stor rolle og havde flere gode forretningsforbindelser både i kraft af hans arbejdsomhed men også hans betydningsfulde familie. Således blev han gengivet på P. S. Krøyers børsbillede i selskab med sin fætter, bankdirektør Isak Glückstadt. I 1912 trak han sig tilbage og overlod forretningen til sin søn og Heilbuth, som siden ligeledes forlod firmaet, hvorfor sønnen blev eneejer i 1914. 
Privat var Salomonsen en mådenholden og nøjsom mand. I sit hjem førte han ikke stort hus, men satte stor pris på selskabelighed i mindre stil og stod bl.a. Prinsesse Louise Schaumburg-Lippe nær i en længere årrække. Hans hovedinteresse uden for forretningen var musik og han støttede gerne unge kunstnere, som manglede midler til deres uddannelse. Han var i det hele taget en forkæmper for kunsten og blandt Kunstindustrimuseets største støtter. Han var Kommandør af Dannebrog og Dannebrogsmand og blev ligeledes udnævnt etatsråd.    
Salomonsen giftede sig i 1860 med Zerline Amalie f. Levin, datter af skomagermester Meyer Levin. Han døde den 17. april  1916 i sit hjem efter kort tids sygdom og begravedes fra kapellet ved Mosaisk Vestre Begravelsesplads. Deltagelsen ved mindehøjtideligheden var overordenlig stor, bl.a. deltog søofficer Balthasar Münter, ingeniør H.I. Hannover og kunsthistoriker Emil Hannover, psykiater Daniel Jacobsen og læge Louis Frænkel, forfatter Poul Levin, operarepetitør Salomon Levysohn og operasangerinde Ida Møller, grosserer Valdemar Glückstadt og bankdirektør Emil Glückstadt, bankbestyrer Louis Levin, vekselmæglerne Eduard Rée og Erik Møller, vekselererne Adolf Levin, I.S. Monies, Andreas Simonsen, Alfred Horwitz og Christian Reimann, højesteretssagfører C.B. Henriques, overretsagførerne Carl Koppel, J.L. Cohen og Laurits Heine, administrator Louis Henius og grosserer Erik Henius, grossererne Axel Goldschmidt, Ferdinand Philipson, Louis Meyer og Axel Abrahamsen samt fabrikanterne, glarmester August Duvier, tømmerhandler Harald Simonsen og papirhandler Adolf Levinson.  